# Per Lindberg
Per Lindberg (ur. 5 marca 1890 w Sztokholmie, zm. 7 lutego 1944 tamże) – szwedzki reżyser filmowy i teatralny. 
Per Lindberg współpracował z teatrami w Göteborgu i Sztokholmie. 
Wsławił się inscenizacjami, m.in. dramatów Williama Szekspira, Pedra Calderóna de la Barca oraz dramatem "Do Damaszku" Augusta Strindberga z 1926 roku.